# Consumo de álcool na Rússia
O consumo de álcool na Rússia continua entre os mais altos do mundo. De acordo com um relatório de 2011 da Organização Mundial da Saúde, o consumo anual per capita de álcool na Rússia foi de cerca de 15,76 litros de álcool puro, o quarto maior volume na Europa. Caiu para 11,7 litros em 2016, caindo ainda mais para cerca de 10,5 litros em 2019. Outra característica geral do padrão de consumo de álcool russo era o alto volume de bebidas destiladas em comparação com outras bebidas alcoólicas (como cerveja ou vinho tinto).
Atualmente, a Rússia implementa uma variedade de medidas antialcoolismo (proibição do comércio de bebidas destiladas e cerveja à noite, aumento de impostos, proibição da publicidade de bebidas alcoólicas). Segundo os responsáveis médicos, estas políticas resultaram numa queda considerável dos volumes de consumo de álcool, para 13,5 litros em 2013, com o vinho e a cerveja a ultrapassarem as bebidas espirituosas como principal fonte de álcool. Esses níveis são comparáveis às médias da União Europeia. Os produtores de álcool alegam que a queda no consumo legal é acompanhada pelo crescimento das vendas de bebidas produzidas ilegalmente.
Altos volumes de consumo de álcool têm sérios efeitos negativos no tecido social da Rússia e trazem ramificações políticas, econômicas e de saúde pública. O alcoolismo tem sido um problema ao longo da história do país porque beber é um comportamento generalizado e socialmente aceitável na sociedade russa e o álcool também tem sido uma importante fonte de receitas governamentais durante séculos. Tem sido repetidamente apontado como um grande problema nacional, com resultados mistos. O alcoolismo na Rússia adquiriu, segundo alguns autores, o carácter de um desastre nacional e tem a dimensão de uma catástrofe humanitária.

## História
Segundo a lenda russa, uma das principais razões pelas quais o príncipe russo Vladimir, o Grande, do século X, rejeitou o Islão é a proibição do consumo de álcool no Islão.  Ele supostamente é citado afirmando: "Beber é a alegria de todos os russos. Não podemos existir sem esse prazer". Historicamente, o álcool tem sido tolerado ou mesmo encorajado como fonte de rendimento.
Na década de 1540, Ivan, o Terrível, começou a montar kabaks ou tabernas em suas principais cidades para ajudar a encher seus cofres; um terço dos homens russos estava em dívida com os kabaks em 1648. Em 1859, a vodca, a bebida nacional, era a fonte de mais de 40% da receita do governo.

### Século XX
Em 1909, o consumo médio de álcool era de 11 garrafas per capita por ano. Estima-se que 4% da população de São Petersburgo era alcoólatra em 1913.
Depois que o Partido Bolchevique chegou ao poder, eles fizeram repetidas tentativas para reduzir o consumo na União Soviética. No entanto, em 1925, a vodka reapareceu nas lojas estatais. Joseph Stalin restabeleceu um monopólio estatal para gerar receitas. Os impostos relacionados com o álcool constituíam um terço das receitas do governo na década de 1970.

### Século 21
Em 2006, foi introduzido um novo selo de imposto especial sobre o consumo de álcool, conhecido como sistema EGAIS, que permite identificar cada garrafa vendida na Rússia através de um sistema de dados centralizado.

## Impacto

Ano de vida ajustado por incapacidade para transtornos por uso de álcool por 100.000 habitantes em 2004.

### Demográfico
Um estudo realizado por investigadores russos, britânicos e franceses, publicado na revista The Lancet, analisou as mortes ocorridas entre 1990 e 2001 entre residentes de três cidades industriais da Sibéria com taxas de mortalidade típicas e determinou que 52% das mortes de pessoas entre os 15 e os 54 anos foram resultado de complicações do transtorno do consumo de álcool. O investigador principal, Professor David Zaridze, estimou que o aumento do consumo de álcool desde 1987 causou mais três milhões de mortes em todo o país.

### Social
No início da década de 1980, estimava-se que "dois terços dos homicídios e crimes violentos eram cometidos por pessoas embriagadas; e os condutores embriagados eram responsáveis por 14.000 mortes no trânsito e 60.000 ferimentos graves no trânsito". Em 1995, cerca de três quartos dos presos por homicídio estavam sob a influência do álcool e 29% dos inquiridos relataram que as crianças espancadas no seio das famílias eram vítimas de bêbados e alcoólicos.